# NA-2104
La NA-2104 comunica Zabalza con la NA-2100 y la NA-2103.

## Recorrido
| Denominación | Kilómetro | Salida              | Carretera           | Dirección             |
| ------------ | --------- | ------------------- | ------------------- | --------------------- |
| NA-2104      | 0         |                     | NA-2103             | Lumbier Aoiz Pamplona |
| NA-2104      | 0         | Travesía de Zabalza | Travesía de Zabalza | Travesía de Zabalza   |

- Datos: Q12264061